# Brice Sinsin
Brice Sinsin est un universitaire béninois né le 3 mars 1959 à Djidja, dans le département du Zou au sud du pays.
Ingénieur agronome de formation, enseignant-chercheur spécialisé en conservation des ressources naturelles, sacré « meilleur scientifique africain » en 2017, il a été recteur de l'université d'Abomey-Calavi du 30 décembre 2011 au 18 décembre 2017,, remplacé alors par le professeur Maxime da Cruz,.

## Biographie

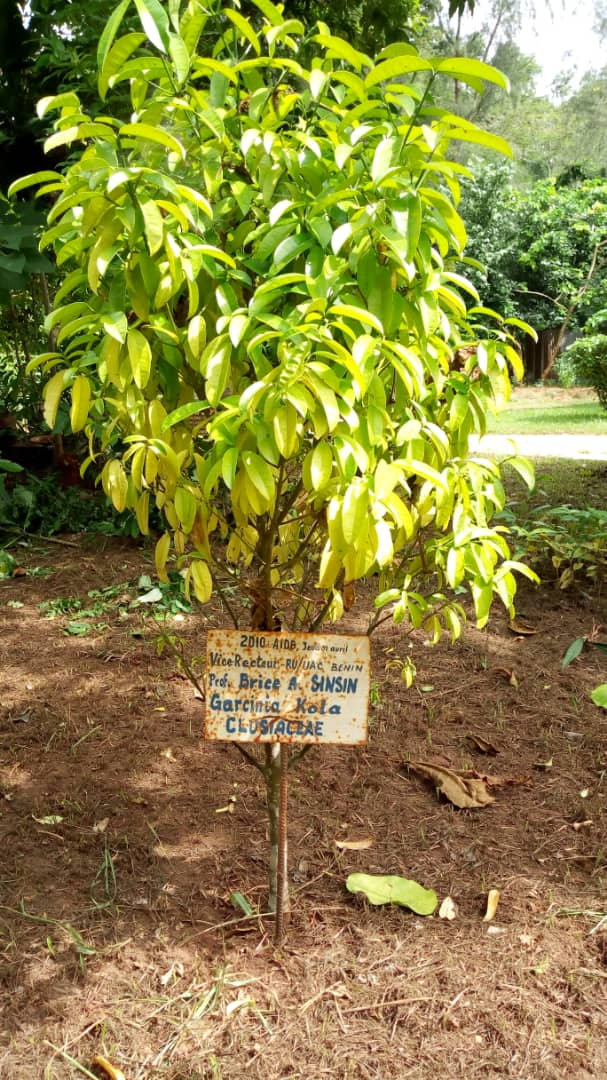
Garcinia kola planté en 2010 par le professeur Sinsin, alors vice-recteur, au jardin botanique et zoologique de l'université d'Abomey-Calavi.

Après son  diplôme d'ingénieur agronome à l'université libre de Bruxelles (ULB) en Belgique, il soutient le 4 février 1993, sous la direction du professeur Jean Lejoly, une thèse de doctorat sur l’écologie des pâturages, fruit d'une longue attention accordée à une famille d'éleveurs nomades qu’il suit depuis Banikoara (nord Bénin) jusqu’au Nord-Niger.
Recruté à l'université nationale du Bénin, Brice Sinsin crée un laboratoire scientifique qui s’occupe des questions d’écologie et d’environnement et fonde plus tard le département d’aménagement et de gestion de l’environnement de la Faculté des Sciences agronomiques (FSA).
Professeur titulaire en foresterie en 2005, il a été élu vice-recteur du premier recteur démocratiquement élu par la communauté universitaire de l'université d’Abomey-Calavi  en 2006, sous le professeur Norbert Cossi Awanou. Ayant conduit deux fois la liste « Alafia » aux élections rectorales, il a été élu la première fois, recteur 2011 et une seconde fois en 2014 où son successeur actuel le professeur Maxime da Cruz, vice-recteur sous ses deux mandats, est l’actuel recteur de l’UAC depuis décembre 2017,,,.

## Domaines de compétence
Domaines de compétence  :
- Aménagement des pâturages naturels,
- Gestion des ressources fourragères,
- Agroforesterie à base d'essences locales ou exotiques,
- Aménagement à buts multiples de forêts protégées,
- Aménagement des Aires protégées (forêts domaniale ou villageoise, parcs nationaux, zones cynégétiques, zones de gestion communautaire),
- Dénombrement de la faune sauvage,
- Gestion participative de la faune et de son habitat (bio-monitoring),
- Étude d’impact environnemental des projets de développement rural.

## Sélection de publications
- 1998 : Productivité et capacité de charge des pâturages naturels au Bénin[11]
- 2003 : Valorisation socio-économique et pérennité  du Pentadesma butyracea Sabine en galeries forestières au Bénin[12]
- 2005 : Caractères morphologiques et production des capsules de baobab (Adansonia digitata L.) au Bénin[13]
- 2005 : Typologie et structure des parcs agroforestiers dans la préfecture de Doufelgou (Togo)[14]
- 2008 : Influence des actions anthropiques sur la dynamique spatio-temporelle de l'occupation du sol dans la province du Bas-Congo (R.D. Congo)[15]
- 2010 : Community perception of biodiversity conservation within protected areas in Benin[16]
- 2008 : Folk Classification, Perception, and Preferences of Baobab Products in West Africa : Consequences for Species Conservation and Improvement[17].
- 2009 : Pratiques et stratégies des éleveurs face à la réduction de l’offre fourragère au Nord-Est du Bénin[18] ».
- 2011 : Protection de la Nature en Afrique de l’Ouest. Une Liste rouge pour le Bénin. Nature Conservation in West Africa: Red List for Benin[19].

## Prix et récompenses
- 2012 : Prix du World Quality Commitment à Paris dans la catégorie Or[20].
- 2013 : Prix du World Quality Commitment à Paris dans la catégorie Platine[20].
- 2014 : The New Era Award of Technology, Innovation and Quality[21].
- 2014 : Prix du Conseil Ouest et Centre Africain pour la Recherche et le Développement Agricole (CORAF/WECARD)[21].
- 2014 : Prix des « Meilleures pratiques 2014 »[22].
- 2015 : « World Leader Business Person »[23].
- 2017 : Prix du meilleur scientifique de l’Afrique pour le compte de l’année 2017[24],[25],[26].